# Cancer Cell
Cancer Cell è una rivista scientifica sottoposta a revisione paritaria, che pubblica articoli relativi ai più importanti progressi nella ricerca sul cancro e nel campo dell'oncologia. La rivista prende in considerazione manoscritti che rispondono a importanti domande relative ai tumori che si manifestano naturalmente. Le aree trattate includono la biologia di base del cancro, lo sviluppo terapeutico, la ricerca traslazionale, lo sviluppo di modelli di cancro, l'analisi multi-omica e la biologia computazionale. Cancer Cell è interessata anche a pubblicare studi clinici, in particolare quelli che portano a stabilire nuovi paradigmi nel trattamento, nella diagnosi o nella prevenzione dei tumori, così cme anche quelli che forniscono importanti informazioni sulla biologia del cancro al di là di quanto rivelato dagli studi preclinici.
Cancer Cell è considerata a livello internazionale una delle migliori riviste di ricerca sul cancro e per l'oncologia. Secondo il Journal Citation Reports, il fattore di impatto della rivista nel 2022 era pari a 50.3. Essa è pubblicata dalla Cell Press, marchio di proprietà della Elsevier. I numeri sono pubblicati mensilmente in edizione a stampa e online. Tutti i contenuti diventano disponibili gratuitamente un anno dopo la pubblicazione. Nel gennaio 2021, Cancer Cell è diventata una rivista trasformativa nell'ambito del piano della Elsevier per aumentare i contenuti ad accesso aperto.
Cancer Cell pubblica articoli di ricerca, revisione e prospettive, oltre ad articoli di opinione come lettere, commenti e anteprime. La rivista pubblica spesso un numero speciale annuale con una raccolta di articoli di revisione su un argomento comune. Nel sito web di Cancer Cell, gli articoli possono essere navigati per numero, raccolta, accesso online anticipato (Online Now) o Best of Cancer Cell annuale.

## Storia
Il primo numero di Cancer Cell fu dato alle stampe il 1° febbraio 2002. In un editoriale pubblicato nel primo numero, la caporedattrice Mariana Resnicoff presentava Cancer Cell come "un entusiasmante forum per la ricerca sul cancro".
Seguendo le orme della rivista di punta della Cell Press, Cell, l'obbiettivo di Cancer Cell era quello di pubblicare scoperte all'avanguardia nella ricerca sul cancro e di fornire un ottimo servizio agli autori, avvalendosi di un team di redattori scientifici dedicati che rispettano i più elevati standard di eccellenza, coerenza editoriale e servizio.
Li-Kuo Su è diventato caporedattore nel 2003 ed è noto per aver promosso la crescita della rivista e averla resa una delle più rinomate riviste di ricerca sul cancro. Si è ritirato dalle sue attività editoriali nel 2019. Nel 2020 gli è succeduto Steve Mao, dopo aver lavorato come redattore senior presso Cell e Science.

### EditorialeChanging for a better future
Nel numero speciale di aprile 2020 di Cancer Cell, Steve Mao ha pubblicato l'editoriale dal titolo Changing for a Better Future ("Cambiando per un futuro migliore") nel quale delineava la sua visione della rivista. Questo editoriale ha ribadito l'impegno del periodico per l'eccellenza scientifica e ha introdotto cambiamenti chiave. Mentre Cancer Cell è tradizionalmente considerata una rivista interessata a studi fortemente meccanicistici, l'editoriale sottolineava il suo interesse per gli studi traslazionali e clinici, nonché per i documenti relativi a nuove scoperte che fossero scientificamente validi e concettualmente audaci. In linea con la strategia di rebranding di Cell Press lanciata nel 2020, Steve Mao ha promesso di continuare a pubblicare Science that Inspires (Scienza che ispira). L'editoriale afferma inoltre l'impegno dei redattori a incrementare la comunicazione con la comunità scientifica e gli autori, nonché a lavorare con questi ultimi per migliorare il processo di revisione dei manoscritti in esame.

### Sforzi per l'inclusione
Nel 2020, Cancer Cell ha apportato una serie di modifiche per aumentare la diversità e l'inclusione delle minoranze sottorappresentate nella ricerca sul cancro e nell'ambito oncologico. Nel giugno 2020, la rivista ha annunciato i nuovi membri del suo comitato consultivo (in precedenza comitato editoriale), che includeva una maggiore rappresentanza di scienziate (>40%) e medici (~50%) e una maggiore diversficazione geografica ed etnica.  Nello stesso mese, il team editoriale di Cell ha pubblicato l'editoriale intitolato Science has a racism problem (La scienza ha un problema di razzismo), riconoscendo la sottorappresentazione degli scienziati neri nelle discipline STEM (scienza, tecnologia, ingegneria e matematica) sulla scia degli omicidi di George Floyd, Breonna Taylor e Ahmaud Arbery. Questi eventi, insieme alle politiche anti-immigrazione della presidenza di Donald Trump negli Stati Uniti, hanno portato a un'estate di resa dei conti sociale nella comunità scientifica.
Cancer Cell si è unita alle comunità di ricerca sul cancro e oncologia e alla loro richiesta di azione e cambiamento, dedicando il numero di settembre 2020 all'importanza della diversità e dell'immigrazione per quanto concerne la ricerca sul cancro negli Stati Uniti e pubblicando una serie di articoli di opinione di scienziati e medici che rappresentava no diverse minoranze (immigrati, neri, latinoamericani, LGBTQ) e i loro alleati. La rivista ha anche pubblicato diversi articoli che affrontano le disparità etniche in materia di salute e mirano ad aumentare la rappresentanza delle popolazioni non caucasiche nella ricerca sul cancro e nell'oncologia.
Come parte del gruppo Cell Press, Cancer Cell ha sostenuto Black in Cancer e la campagna #BlackInCancerWeek su Twitter. La rivista ha anche partecipato alla creazione del Rising Black Scientists Award, un premio in denaro assegnato a uno studente universitario e a uno studente laureato o a un tirocinante post-doc "con l'obiettivo di abbattere le barriere e creare opportunità, fornendo fondi per sostenere lo sviluppo professionale".
Nel gennaio 2021, la Cell Press ha introdotto la Dichiarazione di inclusione e diversità in  base alla quale gli autori possono scegliere di divulgare informazioni relative al modo in cui promuovano la diversità genetica nei soggetti di studio, la partecipazione delle minoranze e l'equilibrio nella rappresentanza di genere.